# Place Charles-Bernard
La place Charles-Bernard est une voie du 18e arrondissement de Paris, en France.

## Situation et accès
La place Charles-Bernard est une voie publique située dans le 18e arrondissement de Paris. Elle débute au 16, rue du Poteau et se termine au 1, rue Letort.

## Origine du nom

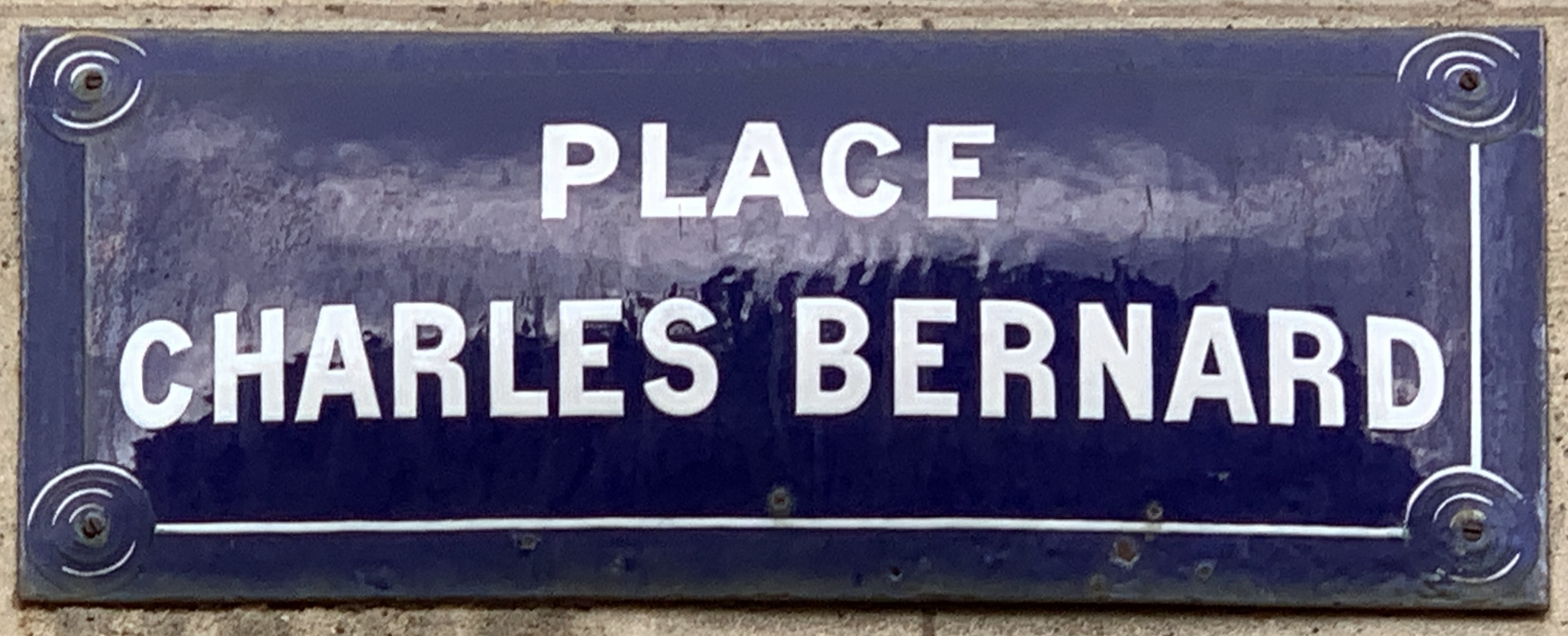
Plaque de la place.

Initialement, la place portait le nom de l'homme politique français Charles Bernard (1856-1927), député de l'arrondissement.
En raison des positions antisémites de l'élu, la plaque a été remplacée discrètement en novembre 2021 par celle d'un homonyme, Charles Bernard, un militaire français qui participa à la défense de Paris lors de la guerre franco-allemande de 1870 et qui mourut durant la bataille de Buzenval. 
Contactée par le quotidien Libération, la mairie de Paris explique : « C’est le Souvenir français qui nous a alertés. Le premier Charles Bernard n’était, disons, pas très fréquentable» ».

## Historique
La place est créée et prend sa dénomination actuelle en 1934 sur l'emprise d'une partie des rues Duhesme et Letort. 